# Umbre
Umbre a fost un serial de televiziune, o dramă românească produsă de televiziunea de HBO, branșa din România.
Serialul urmărește povestea unui tânăr taximetrist, Relu, care câștigă bani și ca recuperator pentru un mafiot local. Soția sa, Gina, nu cunoaște latura ascunsă a soțului său. După ce omoară accidental un om, Relu vrea să iasă din lumea interlopă, dar nu mai are cale de întoarcere. Relu nu mai poate balansa echibrul celor două lumi în care trăiește și drama izbucnește.

## Distribuție[3]
- Șerban Pavlu — rolul principal masculin, Relu, șofer de taxi și recuperator [4]
- Maria Obretin — rolul principal feminin, Gina, soția lui Relu, mamă și gospodină [5]
- Andreea Vasile — rolul Nico
- Andi Vasluianu — rolul Codrin
- Diana Cavallioti — rolul Mădălina
- Dorel Vișan — rolul Toma
- Doru Ana — rolul Căpitanu'
- Stefan Velniciuc — rolul Nea Puiu
- Mădălina Craiu — rolul Magda
- Gabriel Huian — rolul Teddy

## Personaje
| Actor            | Personaj        | Descriere |
| ---------------- | --------------- | --- |
| Șerban Pavlu     | Relu Oncescu    | Relu este un om de familie. Un prieten de nădejde. Este căsătorit cu Gina, au doi copii, Chuckie și Magda, și toți 4 locuiesc împreună cu Nea Puiu', care, deși nu este ruda lor, este tratat ca fiind parte din familie. Privit prin ochii familiei sale, Relu Oncescu pare un taximetrist obișnuit. Nimeni nu bănuiește că Relu lucrează ca recuperator pentru Căpitanu’, un mafiot local. Pentru a oferi o viață mai bună familiei sale, Relu recuperează bani și, de cele mai multe ori, trebuie să recurgă la amenințări și violență pentru a-i obține. Pentru că nu este nici criminal și nici lingușitor, el n-a reușit niciodată să avanseze în ierarhie, făcând mereu treaba murdară a altora. După ce omoară accidental un om, el încearcă să iasă din lumea interlopă, dar nu mai găsește o cale de întoarcere, iar viața lui se va schimba pentru totdeauna. |
| Maria Obretin    | Gina Oncescu    | Gina este soția lui Relu, o femeie extrem de loială, care a renunțat la orice aspirații personale pentru a se dedica familiei sale: soțului și celor doi copii. Își iubește cu patimă bărbatul după mulți ani de căsătorie și este în stare să facă orice pentru a-și apăra familia. Este o femeie gospodină, preocupată de grijile de zi cu zi: gătit, spălat, călcat, curățenie și este cea care menține flacăra pasiunii aprinsă în relația sa. În momentul în care află că soțul ei duce o viață dublă și că a fost mințită ani de zile, tot universul ei se destramă, iar reacțiile ei devin imprevizibile. |
| Ștefan Velniciuc | Nea Puiu'       | Nea Puiu' face parte din famila lui Relu. Locuiește în aceeași curte cu famila Oncescu, într-o cameră modestă ce încă mai poartă urmele vieții sale tumultuoase. Pentru Relu, Gina și copii, Nea Puiu' este capabil să facă orice. În tinerețe a fost unul din jucătorii de elită ai unuia dintre cele mai importante clanuri din lumea interlopă, însă de ani buni s-a retras, cel puțin aparent, fără a pierde însă respectul actualilor “boși“. Este singurul care știe de viața dublă a lui Relu și îl acoperă de fiecare dată. În ciuda vârstei înaintate, încă își mai face de cap cu prostituate bătrâne și sentimentale pe care odinioară le proteja. Nea Puiu' este mentorul lui Relu și bunicul neoficial al copiilor acestuia. |
| Mădălina Craiu   | Magda Oncescu   | Magda este o tânără inteligentă, cu o fire independentă, ținută din scurt de un tată mult prea sever cu ea. Mereu într-un permanent conflict cu el, Magda va face tot posibilul să îl ignore și să nu-i respecte deciziile. |
| Dan Hurduc       | Chuckie Oncescu | Fiul cel mic al lui Relu si al Ginei și feblețea lui Nea Puiu', Chuckie este un băiat liniștit și isteț, care manifestă o mare pasiune pentru dinozauri și care promite să devină un foarte bun înotător. Rar le dă bătăi de cap părinților. Însă, când apar problemele în familie, reacțiile celui mai tânăr membru sunt surprinzătoare. |
| Andreea Vasile   | Nico            | Nico este mâna dreaptă a lui Căpitanu’ și cea care transmite mesajele către recuperatori. Are un local care îi poartă numele, unde găzduiește întâlniri ale membrilor mafiei locale. Nico este un produs al acestei lumi și și-a croit atent și cu dibăcie drumul în ierarhie pentru a ajunge atât de sus: se îmbracă provocator și e mereu aranjată. Are o slăbiciune pentru Relu, dar acesta nu este interesat, în ciuda tuturor eforturilor ei. |
| Gabriel Huian    | Teddy           | Singurul fiu al lui Căpitanu’ are înclinații de neconceput pentru șeful mafiei locale: ascultă muzică clasică, citește mult și vorbește corect limba română, corectându-i adesea pe cei cu care intră în contact. După ce îl cunoaște pe Relu, drumurile lor se intersectează definitiv, iar Teddy se arată capabil de fapte și decizii neașteptate. |
| Doru Ana         | Căpitanu'       | Căpitanu’ este creierul tuturor operațiunilor mafiote, respectat și temut de întreaga lume interlopă. Știe tot ce se întâmplă și poate fi luat prin surprindere extrem de rar. Un grandoman, aparent plin de carismă și afecțiune care maschează o cruzime fără margini, cu o enormă poftă de viață manifestată în permanente petreceri și chiolhanuri cu care își răsplătește „băieții“. Nu are încredere niciodată în nimeni și își trădează cu ușurință partenerii. Singura lui amărăciune este cauzată de Teddy, unicul fiu, care nu se ridică la nivelul așteptărilor sale și pe care îl consideră prea slab pentru a-i putea calca vreodată pe urme. |
| Sergiu Costache  | Sabin           | Sabin este unul dintre băieții lui Căpitanu’ și deseori e trimis să-l însoțească pe Relu pe teren.Spre deosebire de Relu, Sabin are o structură dură, este răzbunător și plin de cruzime.Îl invidiază pe Relu pentru relația pe care o are cu Căpitanu’ și bănuiește că este ceva între el și Nico, față de care are sentimente puternice. |
| Dorel Vișan      | Toma            | Cel mai puternic și cel mai de temut personaj din lumea interlopă, Toma este singurul care îi poate pune condiții lui Căpitanu’. Se lasă așteptat de acesta sau îl surprinde cu aparițiile lui, pentru că poziția pe care o are îi permite. |

## Episoade

### Sezonul 1 (2014-15)
"Umbre" este o dramă cu influențe de comedie neagră și spune povestea lui Relu, un taximetrist care face bani ca recuperator pentru un mafiot local. După ce omoară accidental un om, Relu vrea să iasă din lumea interlopă, dar nu mai are cale de întoarcere.
| Nr. în serial | Nr. în sezon | Titlu        | Regizat de       | Scris de      | Data difuzării    |
| --- | ------------ | ------------ | ---------------- | ------------- | ----------------- |
| 1 | 1            | „Episodul 1” | Igor Cobileanski | Bogdan Mirică | 28 decembrie 2014 |
| București. O zi de vară obișnuită. Pentru Relu, care lucrează ca șofer de taxi, este o zi ca toate celelalte. Însă Relu nu este un taximetrist obișnuit. E recuperator pentru Căpitanu’, șeful mafiei locale. Chiar dacă încearcă mai întâi să obțină banii frumos, cu vorba bună, până la urmă tot la pumni se ajunge. După ce a ieșit din tură și i-a predat banii lui Nico, mâna dreaptă a șefului, Relu află că mai are niște bani de obținut de la Giani și pleacă împreună cu Sabin în căutarea lui, dar lucrurile încep să se complice. Nemulțumit de fiul său, Teddy, Căpitanu’ hotărăște să-l dea pe mâna lui Relu ca să învețe ce înseamnă cu adevărat viața. Spre dimineață, după o mulțime de mesaje și apeluri pierdute de la soția lui, Gina, Relu ajunge la spital, unde află ca Chuckie, băiatul lui în vârsta de 12 ani, a fost internat de urgență.                            |              |              |                  |               |                   |
| 2 | 2            | „Episodul 2” | Igor Cobileanski | Bogdan Mirică | 28 decembrie 2014 |
| După o discuție în parc, Nico îl trimite pe Relu să recupereze un grup de prostituate aflate sub protecția lui Căpitanu’. Fetele au fost atacate și sechestrate. Relu îl ia din obligație pe Teddy cu el și este evident că nu-l simpatizează sub nicio formă pe băiatul șefului, însă nu are de ales. Până la urmă, băiatul se dovedește extrem de util. Gina își petrece după amiaza împreună cu copiii în vizită la vecinul lor, Codrin, care pare un tip foarte de treabă, iar Teddy află unde stă Relu și face cunoștință cu fiica lui, Magda. Nea Puiu’ simte că ceva nu este în regulă. |              |              |                  |               |                   |
| 3 | 3            | „Episodul 3” | Igor Cobileanski | Bogdan Mirică | 4 ianuarie 2015   |
| După ce Teddy a fost cu Relu pe teren, Căpitanu’ poate răsufla ușurat: Teddy a demonstrat că se poate descurca. O întâlnire de gradul zero are loc între Dl. Toma și Căpitanu’, se pune la cale o operațiune de proporții. Relu trebuie să recupereze bani de la un doctor și îl vizitează pe acesta la cabinet, dar lucrurile se complică, iar Nico este nemulțumită de rezultat. Teddy și Magda par să se placă, spre nemulțumirea totală a lui Relu, care îi interzice lui Teddy să se mai întâlnească cu ea. Gina descoperă accidental o cutie plină cu bijuterii și în familia Oncescu se declanșează un adevărat scandal. În ultimul moment intervine salvator Nea Puiu’. |              |              |                  |               |                   |
| 4 | 4            | „Episodul 4” | Igor Cobileanski | Bogdan Mirică | 11 ianuarie 2015  |
| Plină de suspiciuni, Gina îl urmărește pe Relu și descoperă că se întâlnește cu o femeie la o sală de sport, însă nu reușeste să afle identitatea acesteia. Tănase îl convinge cu greu pe Relu să participe la o acțiune ilegală, dar pentru că acesta este precaut, renunță în ultimul moment. În drumul spre nunta la care este invitat alături de Gina, Relu face o oprire neașteptată pentru a-i salva pe Tănase și pe colegul acestuia. Situația scapă de sub control când un bărbat este aruncat pe capota taxiului în care așteaptă Gina. |              |              |                  |               |                   |
| 5 | 5            | „Episodul 5” | Bogdan Mirică    | Bogdan Mirică | 18 ianuarie 2015  |
| Relu (Șerban Pavlu) este un om de familie. Are doi copii, o soție și o viață dublă. Privit prin ochii familiei sale, Relu Oncescu pare un taximetrist obișnuit. Nimeni nu bănuiește că Relu lucrează ca recuperator pentru Căpitanu’, un mafiot local. Niciuna dintre cele două lumi (a familiei și a mafiei) nu știe de existența celeilalte. Relu reușește să țină totul sub control, însă nu pentru multă vreme. După ce omoară accidental un om, el încearcă să iasă din lumea interlopă, dar nu mai găsește o cale de întoarcere. Zi de zi, secretele adunate devin din ce în ce mai apăsătoare, iar minciunile încep să iasă la suprafață una câte una. |              |              |                  |               |                   |
| 6 | 6            | „Episodul 6” | Bogdan Mirică    | Bogdan Mirică | 25 ianuarie 2015  |
| Pentru că a început să uite, Nea Puiu’ decide să-i facă o vizită unei doctorițe cu care e prieten de multă vreme și descoperă că lucrurile nu stau prea grozav. La școală, Chuckie are o altercație cu un coleg de clasă care îl provoacă și lucrurile scapă de sub control. Chemați de directoare, Gina și Relu se unesc pentru a-și apăra băiatul.Căpitanu’ află că Relu nu și-a făcut treaba până la capăt și este extrem de furios. Vrând să-l avertizeze pe Relu, Teddy o caută pe Magda și cei doi se reîntâlnesc după multă vreme. Nea Puiu' îi face o vizită lui Relu, care mărturisește că vrea să se retragă din lumea interlopă și să aibă grijă de familia lui. Căpitanu’ îl caută pe Relu, iar Nico este acuzată că îl apără. Nea Puiu' face o figură de zile mari, fără ca nimeni să bănuiască, în timp ce Relu duce taxiul la service.                                            |              |              |                  |               |                   |
| 7 | 7            | „Episodul 7” | Igor Cobileanski | Bogdan Mirică | 1 februarie 2015  |
| Chuckie are parte de o surpriză din partea lui Nea Puiu‘. Relu s-a întors acasă și hotărăște să renunțe la viața pe care a dus-o până acum. Îngrijorat de situație, Relu își însoțește băiatul la bazin și îi dă instrucțiuni să nu plece fără el. În urma atacului lui Nea Puiu‘, Căpitanu’ este internat în spital și în timpul vizitei pe care i-o face Relu, acesta află că este de multă vreme sub supraveghere și că viața și familia lui sunt în pericol. Singura șansă pe care o are este să îl găsească pe Nea Puiu’ și să recupereze banii pe care acesta îi datorează Căpitanului. Relu se întâlnește cu Nico și, în urma discuției cu ea, decide să mai facă o ultimă mutare, așa că se pregatește pentru cea mai complexă operațiune de până acum. Gina descoperă ce era în hanoracul pe care Chuckie îl avea de la Nea Puiu’ și încearcă să dea de Relu, dar acesta nu e de găsit. |              |              |                  |               |                   |
| 8 | 8            | „Episodul 8” | Igor Cobileanski | Bogdan Mirică | 8 februarie 2015  |
| După ce și-a văzut moartea cu ochii, Relu ajunge acasă și află că banii luați de la Căpitanu’ sunt la ei în casă. Teddy își vizitează tatăl la spital și află că Relu e în pericol așa că pornește în căutarea Magdei și îi propune să plece împreună, însă află o veste care urmează să schimbe complet întreaga situație. Sătulă de Sabin, Nico reușește să scape de el cu ajutorul poliției. Băieții lui Toma pornesc în căutarea lui Relu și descoperă că întreaga famile s-a mutat. Când Relu se duce la spital la Căpitanu’ determinat să îl elimine, își găsește întreaga familie acolo și descoperă că Magda și Teddy le-au pregătit o surpriză de proporții. |              |              |                  |               |                   |

### Sezonul 2 (2017)
Finalul primului sezon îl surprinde pe Relu în momentul în care, pentru a scăpa din situația complicată în care se află, face o înțelegere cu Toma – capul mafiei constănțene – ca să-l lichideze pe Căpitanu’.
| Nr. în serial | Nr. în sezon | Titlu        | Regizat de       | Scris de      | Data difuzării    |
| --- | ------------ | ------------ | ---------------- | ------------- | ----------------- |
| 9 | 1            | „Episodul 1” | Bogdan Mirică    | Bogdan Mirică | 12 noiembrie 2017 |
| La Clubul Snagov are loc o nuntă: fata lui Relu, Magda, se mărită cu Teddy, fiul mafiotului Căpitanu'. În timpul acesta, într-o parcare, are loc un incident ai cărui protagoniști sunt un șofer de tir și un bărbat misterios. După petrecere, cei doi însurăței, care așteaptă un copil, pleacă în luna de miere cu mașina nouă, primită cadou, o decizie cu urmări neprevăzute.                                                                         |              |              |                  |               |                   |
| 10 | 2            | „Episodul 2” | Igor Cobileanski | Bogdan Mirică | 19 noiembrie 2017 |
| Magda și Teddy încearcă să-și revină după evenimentul șocant prin care au trecut. Relu începe să caute indicii care să-l ducă la descoperirea adevărului despre accident. Relu și Căpitanu’ hotărăsc să-și facă dreptate pe cont propriu și să afle cine este responsabil înaintea poliției. |              |              |                  |               |                   |
| 11 | 3            | „Episodul 3” | Igor Cobileanski | Bogdan Mirică | 26 noiembrie 2017 |
| Prin metode mai puțin ortodoxe, Relu reușește în scurt timp să descopere o informație vitală care îl duce cât mai aproape de descoperirea numelui persoanei care are toate răspunsurile la întrebările lui. Teddy se implică în răzbunarea lui Relu și experiența brutală funcționează pentru băiat ca o inițiere într-o lume violentă în care totul se plătește și nimeni nu scapă nevătămat.                                                             |              |              |                  |               |                   |
| 12 | 4            | „Episodul 4” | Bogdan Mirică    | Bogdan Mirică | 3 decembrie 2017  |
| Pe drumul spre răzbunare, Relu are o confruntare cu unul dintre cei mai puternici mafioți, Domnul Toma. De vreme ce totul are un preț în lumea interlopă, Relu nu se va liniști până când nu se va face dreptate. Emilian, un polițist ambițios și malefic, începe să lucreze la cazul lui Căpitanu’. Gina, acum divorțată, se apropie din ce în ce mai mult de șeful său, Sebastian.                                                                      |              |              |                  |               |                   |
| 13 | 5            | „Episodul 5” | Bogdan Mirică    | Bogdan Mirică | 10 decembrie 2017 |
| Temându-se că afacerile lui sunt în pericol, Căpitanu' îi cere niște răspunsuri lui Relu care nu este pregătit să dezvăluie ceea ce a aflat. Gina încearcă să se descurce fără ajutorul fostului ei soț. Magda începe să se îndoiască de căsnicia ei. Fără supravegherea părinților săi, Chuckie are probleme cu poliția. Emilian e hotărât să-i înfunde pe Căpitanu' și pe oamenii săi, iar Nico, pentru a-și scăpa pielea, este pregătită să facă orice. |              |              |                  |               |                   |
| 14 | 6            | „Episodul 6” | Bogdan Mirică    | Bogdan Mirică | 17 decembrie 2017 |
| După ce trec prin alt eveniment terifiant, Teddy și Magda au o discuție serioasă amânată de prea mult timp. Împins de dorința lui de-și demonstra puterea, Emilian află niște informații care îl vor ajuta să se apropie de prinderea lui Relu și a Căpitanului care au pus la cale o mare afacere ilegală. Pare că totul va fi dat în vileag și lumea lui Relu va fi dată peste cap.                                                                      |              |              |                  |               |                   |

### Sezonul 3 (2019)
După un sezon doi care prefața confruntarea lui Relu cu Emilian, în al treilea sezon, mult-așteptatul care-pe-care îl găseste pe eroul nostru încercând să scape din capcanele întinse de polițistul psihopat. Relu nu se dă în lături de la nimic, pentru că în joc nu e doar libertatea lui, ci întreaga operațiune a “familiei” de interlopi de care aparține. Mizele sunt cu atât mai mari cu cât reluăm acțiunea într-un moment crucial pentru afacerea Căpitanului – fratele lui, Nicu, e pe cale să extindă imperiul către zona Americii de Sud, iar Relu este, mai nou, mâna lui dreaptă. Pe această tablă de șah minată, un duel mental între Emilian și Relu, Nico devine un pion, făcând jocul ambelor tabere pentru propria supraviețuire. Între timp, familia reală a lui Relu se destramă văzând cu ochii, Gina acceptând din inerție prezența lui Sebastian în viața ei și impunând-o unui Chuckie scăpat din mână. Implozia vieții duble a lui Relu pare să fie definitivă și umanitatea lui, compromisă irevocabil.
| Nr. în serial | Nr. în sezon | Titlu        | Regizat de    | Scris de      | Data difuzării    |
| ------------- | ------------ | ------------ | ------------- | ------------- | ----------------- |
| 15            | 1            | „Episodul 1” | Bogdan Mirică | Bogdan Mirică | 20 noiembrie 2019 |
| 16            | 2            | „Episodul 2” | Bogdan Mirică | Bogdan Mirică | 20 noiembrie 2019 |
| 17            | 3            | „Episodul 3” | Bogdan Mirică | Bogdan Mirică | 27 noiembrie 2019 |
| 18            | 4            | „Episodul 4” | Bogdan Mirică | Bogdan Mirică | 4 decembrie 2019  |
| 19            | 5            | „Episodul 5” | Bogdan Mirică | Bogdan Mirică | 11 decembrie 2019 |
| 20            | 6            | „Episodul 6” | Bogdan Mirică | Bogdan Mirică | 18 decembrie 2019 |
| 21            | 7            | „Episodul 7” | Bogdan Mirică | Bogdan Mirică | 25 decembrie 2019 |